# Majna velká
Majna velká (Acridotheres grandis) je pták z čeledi špačkovití (Sturnidae), jeden ze zástupců rodu Acridotheres. Druh popsal britský přírodovědec Frederic Moore roku 1858 pod stále platným vědeckým jménem.
Jde o široce rozšířeného pěvce orientální oblasti, areál výskytu zahrnuje pevninské oblasti jihovýchodní Asie od Indie a Číny až po Malajský poloostrov. Podle Mezinárodního svazu ochrany přírody spadá majna velká mezi málo dotčené druhy.
Majna velká dosahuje velikosti asi 26 cm. Vyznačuje se břidlicově černým peřím a žlutě zbarvenými končetinami a zobákem. Výrazným rozlišovacím znakem je černý rozježený hřebínek nad zobákem. Majnu velkou lze obvykle pozorovat v párech nebo v malých skupinkách. Často se objevuje kolem silnic, kde pátrá po hmyzu a jiných bezobratlých.